# Ernst Freiherr Stromer von Reichenbach
Karl Heinrich Ernst Wolfgang Freiherr Stromer von Reichenbach (ur. 12 czerwca 1871 w Norymberdze, zm. 18 grudnia 1952 w Erlangen) – niemiecki paleontolog, profesor Uniwersytetu Ludwika i Maksymiliana w Monachium. Podczas ekspedycji do Egiptu opisał, między innymi, pochodzące z kredy rodzaje dinozaurów: Aegyptosaurus, Bahariasaurus, Carcharodontosaurus i Spinosaurus.

## Życiorys
Pochodził z patrycjuszowskiej rodziny z Norymbergi, uhonorowanej w XIX wieku tytułem Freiherr; jego ojciec, Otto Stromer von Reichenbach (1831–1891) był burmistrzem rodzinnej Norymbergi, wśród przodków miał prawników, dworzan, naukowców, architektów. Przodkiem Ernsta był Ulman Stromer (1329–1407). Matka Bertha von Beust (1842–1916).
Od 1881 do 1890 roku uczęszczał do Melanchthon-Gymnasium w Norymberdze. Następnie podjął studia medyczne i przyrodnicze na Uniwersytecie w Monachium, w roku akademickim 1892/93 studiował medycynę w Strassburgu, a od 1893 do 1895 z powrotem w Monachium, ze szczególnym uwzględnieniem geologii i paleontologii. Tytuł doktora filozofii otrzymał 21 grudnia 1895 na Uniwersytecie w Monachium po przedstawieniu sporządzonej pod kierunkiem Zittla dysertacji Die Geologie der deutschen Schutzgebiete in Afrika. W 1901 roku został docentem prywatnym geologii i paleontologii na Uniwersytecie w Monachium. W 1908 roku otrzymał tytuł profesora nadzwyczajnego.
W latach 1901/1902, 1903/1904 i 1910/1911 odbył wyprawy paleontologiczne do Egiptu.
Był autorem blisko stu prac naukowych, w tym dwutomowego podręcznika paleontologii.
Na jego cześć nazwano m.in. gatunki Apodecter stromeri, Xenopus stromeri, Schizorhiza stromeri, Dorudon stromeri, Paralititan stromeri i rodzaj Stromerius.
Ożenił się w 1920 roku z Elise Rennebaum, córką architekta z Kairu, Johanna Rennebauma. Mieli trzech synów: Ulmana, Wolfganga (1922–1999) i Gerharta. Podczas II wojny światowej wszyscy byli żołnierzami Wehrmachtu. Ulman i Gerhart zginęli, Wolfgang znalazł się w rosyjskiej niewoli. Przypuszczano, że zginął, dopóki nie został uwolniony w maju 1950 roku.

## Wybrane prace
- Die Geologie der deutschen Schutzgebiete in Afrika. Inaug. Diss. Universität München. München, 1896
- Die Wirbel der Land-Raubtiere, ihre Morpologie und systematische Bedeutung. 1902
- Geographische und geologische Beobachtungen im Uadi Natrûn und Fâregh in Aegypten. 1905
- Lehrbuch der Paläozoologie, Band 1. 1909
- Die Topographie und Geologie der Strecke Gharaq-Baharije nebst Ausführungen über die geologische Geschichte Ägyptens. Abhandlungen der Königlich-Bayerischen Akademie der Wissenschaften: Mathematisch-physikalische Klasse (1914)
- Weitere Bemerkungen über die ältesten bekannten Wirbeltier-Reste, besonders über die Anaspida. Sitzungsberichte der Bayerischen Akademie der Wissenschaften, Math.-naturwiss. Abteilung. München: Verlag der Bayer. Akademie der Wissenschaften ss. 83-104 (1926)
- Gesicherte Ergebnisse der Paläozoologie. Vorgelegt am 5. März 1943. München: Verlag der Bayerischen Akademie der Wissenschaften, 1944, 114 ss. (Abhandlungen der Bayerischen Akademie der Wissenschaften: Mathematisch-naturwissenschaftliche Abteilung)